# Coloraie du Volcan
La coloraie du Volcan ou forêt de bois de couleur du Volcan, est un vaste étendue forestière de l'île de La Réunion, département et région d'outre-mer français dans le sud-ouest de l'océan Indien. La forêt, qui couvre 23 500 hectares, est située dans la région sud-est de l'île. Elle s'étend des massifs basaltiques de Saint-Philippe au sommet du piton de la Fournaise, à 2631 mètres d'altitude, dont elle couvre en partie le massif.
Comprenant notamment les forêts du Grand Brûlé et de Mare Longue, la coloraie du piton de la Fournaise, reconnue pour la richesse et la conservation de sa biodiversité, est inscrite sur la liste verte de l'UICN depuis 2021.
En 2020, Saint-Philippe a inauguré deux réserves biologiques partagées : la réserve de Quai plate, sur le littoral,  qui s'étend sur 56 hectares, et celle de Basse Vallée, une forêt de bois de couleur, couvrant 232 hectares. Elles complètent la réserve biologique intégrale des Hauts de Saint-Philippe, datant de 1987, et couvrant 4073 hectares.

## Annexe